# Gheorghe Popescu I
|  | No s'ha de confondre amb Gheorghe Popescu. |

Gheorghe Popescu (Bucarest, 8 d'agost de 1919 - Bucarest, 1 de gener de 2001) fou un futbolista i entrenador de futbol romanès.
Com a jugador fou internacional amb Romania. Destacà com a entrenador a l'Steaua Bucureşti i a la selecció de Romania, a la qual entrenà als Jocs Olímpics de 1952. Fou president de la Federació Romanesa de Futbol.

## Palmarès

### Jugador
CCA/Steaua Bucureşti
- Copa romanesa de futbol: 1948-49

### Entrenador
CCA/Steaua Bucureşti
- Lliga romanesa de futbol: 1951, 1952, 1953, 1960
- Copa romanesa de futbol: 1951, 1952, 1962